# Cyrtandra populifolia
Cyrtandra populifolia är en tvåhjärtbladig växtart som beskrevs av Friedrich Anton Wilhelm Miquel. Cyrtandra populifolia ingår i släktet Cyrtandra och familjen Gesneriaceae. Inga underarter finns listade i Catalogue of Life.